# 夜神月
夜神 月（やがみ らいと、英語: Light Yagami）は、大場つぐみ原作・小畑健作画による漫画『DEATH NOTE』の主人公である。端正な容姿で優れた身体能力に加え、卓越した頭脳を有する高校生のちに大学生。名前を書かれた者が死ぬノート「デスノート」を使用し数々の犯罪者を殺害する。通称は「キラ」。

## キャスト
声優
- テレビアニメ - 宮野真守、バード・スウェイル（英語版）
- Netflixの米国映画 - 島﨑信長（吹替）

俳優
- 映画 - 藤原竜也
- ミュージカル - 浦井健治、柿澤勇人、ホン・グァンホ（韓国版）
- テレビドラマ - 窪田正孝、石川樹（幼少期）
- Netflixの米国映画 - ナット・ウルフ

## プロフィール
- 生年月日 - 1986年2月28日
  - アニメ版では1989年に[1]、ドラマ版では1995年にそれぞれ変更
- 命日 - 2010年1月28日（23歳没）
  - アニメ版では2013年に[2]、ドラマ版では2015年9月13日（20歳没）にそれぞれ変更
- 身長 - 179cm
- 体重 - 54kg
- 血液型 - A型
- 好きなもの - 正義
- 嫌いなもの - 悪
- 職業（2003年 - 2004年） - 高校生（私立大国学園高等学校）→大学生（東応大学）
- 職業（2009年 - 2010年） - 警察官僚（警察庁情報通信局情報管理課）[注釈 1]

## 人物
この項では、基本的に原作である漫画版における夜神月について述べる。

### 経緯
警察官僚の父、専業主婦の母、3歳下（4学年下）の妹の4人家族の長男。一人称は「僕」。家族の愛情にも、経済状況にも不自由がない恵まれた家庭環境で生まれ育つ。
端正な容姿に加え、卓越した頭脳、優れた身体能力など各方面においてその才能を発揮し、家庭においても学校においても秀才として認識されている。真面目で正義感が強く、友人にも恵まれている。
自らを「日本一といってもいいぐらいの真面目な優等生」と自負しつつも、普段は温和で大人しい好青年として過ごしていた。
その優秀さゆえに退屈な日常を憂いていたところ、偶然にも校庭でデスノートを拾う。当初は懐疑的であったものの、実験的にデスノートを使用し、その効力を目の当たりにしたことから本物であると確信する。当初は良心の呵責に苛まれるも、次第に自らの殺人を「腐った人間は死んだ方がいい」と正当化していき、デスノートによる世直しを考えるようになる。その後、ノートの落とし主である死神のリュークと出会い、彼に自らの理想を雄弁に語り、「新世界の神」になることを宣言した。
デスノートによる大量殺人を重ねていくうちに、純粋だった正義感は歪んでいき、打算的で人の命を何とも思わないサイコキラーへと変わっていった。その背景には、彼の犯行によってもたらされた平和を喜び讃える大衆の存在があり、月が自らの殺人を正当化し続ける理由となった。
自らの監視についたFBI捜査官レイ・ペンバーの殺害を皮切りに、自己保身のためなら善人であっても躊躇なく殺していく。物語が進むにつれ、L一派やSPKメンバー、日本捜査本部をはじめとする警察など、その粛清対象は自身をキラと疑う者、自身にとって都合の悪い者、果ては献身的な味方（高田清美など）にさえ及んでおり、海砂に関しても結果的には粛清されていないものの、第一部と第二部で殺すことも視野に入れている。
死神の目の取引については、「寿命を半分に縮めるのは『神として君臨し続ける』という自分の理想と一致しない」として最後まで拒否し続けた。

### 容姿
明るい茶髪と、均整のとれた顔という、魅力的な容姿を持つ。また、デスノートに出会ってからは、出会う前よりかなり鋭い目つきとなった。
13巻では、原作者や作画担当者曰く「特に整った顔」とされており、癖のない美形に設定されている。また、アニメファンブックでは「端正な顔立ち」とも紹介されていた。

### 性格
自らを新世界の神と称し、キラ社会実現のために大量殺人を行うなど、独善的で歪んだ正義感の持ち主。建前としては「腐った人間は死んだ方がいい」という信念のもと、犯罪者や道徳のない人間を殺していたが、実際には自身にとって障害となりうる者は善人であろうと味方であろうとも容赦なく手にかけていた。
本来は父親譲りの清廉な資質の持ち主でもあった。この事は、ヨツバ編でキラとしての記憶を失った際の言動から強くうかがえる。その潔癖さ故に自分の過ちや失敗を認めることができない完璧主義者ともいえ、正義と悪の極端な性質を両方とも併せ持った人物である。
ヨツバ編における月は人の好意を踏みにじる行為を憎み、潜入捜査するミサの身の危険の心配をし、キラ捜査より人命を優先するなど、キラとしての月とは正反対の姿を見せている。また、自身の考えとキラであったころの考えに近いものを認めつつも、自らが殺人犯になってまで悪を裁こうとはしないと自問自答している。
公式ガイドブックでは「記憶を失っていた時の月は、人の痛みを知ることのできる好青年だった」「もしリュークが人間界に興味を持たなかったら、Lと肩を並べ、最高峰の警察関係者として犯罪者に立ち向かっていたのかもしれない」と評され、原作者の大場つぐみは「ノートを手にする前の本来の月なら純粋に『僕の目を見てくれ！』と言うんでしょうね」「ただ家族愛とか人間に対する愛情はあります。友達も結構多いです」「デスノートを持つまでは本当にいい子です。ノートを持った途端に人生が壊れた、ある意味被害者ですね。世の中を変えようとしたのは世界への愛情からでしょうが（省略）」とコメントしている。
一方で、中学テニスの全国大会で優勝した時に「遊びは中学まで」と表彰台でインタビューに答えていたり、更に元々の性質について大場は同書で「やはりどこか歪んでいたのと、己の知能への自惚れでしょうね」「彼は女性を好きになることはないでしょう。対等に付き合える人間はいないし、月も馬鹿ばっかりと見下しているからです」と月の短所・欠点を指摘しており、元々の性質から極端な思考になる原因もあったことを伝えている。
自らの正義を信じつつも、第二部では己の殺人行為を悪であると見なし、自覚する姿も見せている。とはいえ、殺す相手によっては殺人行為を楽しんでいる節もあり、L死亡の際には満面の笑みを浮かべたり、ニアの死を確信した際には必死に笑いを堪えるなど、無自覚な醜さを覗かせている。
犯罪者といえど無差別に粛清せず、殺意のなかった者、誤って人を殺してしまった者、情状酌量の余地のある者は極力裁かなかった。また、車で人をはねて死なせた場合でもかなり悪質な違反でない限りは裁かない、殺人者であっても殺すだけの理由があり、殺された方こそが悪であると判断した場合は裁かないなど、一定の基準を設けていた。そのため、腹心の魅上照が前科者や社会貢献を怠る者まで断罪しようとした際には否定的な態度を取り、キラはあくまで犯罪への抑止力であるべきと語っている。
Lからは「幼稚で負けず嫌い」と評されている。自らを厳しく非難したリンド・L・テイラーを怒りと「デスノートを押収しない限り証拠など残らないのだから自分を捕まえるなど絶対に不可能」という慢心にまかせて殺害したことや、Lやニアとの決着にこだわっていたことは、その証左だと言える。しかし、この勝ち負けにこだわる性格は、時としてマイナスに働くこともあった。第一部ではテイラーを殺害したばかりに日本の関東在住であることをLに特定されており、第二部ではYB倉庫最終決戦でニアに勝利宣言（事実上の自白）し、自分がキラであることをその場にいた全員に知られてしまった。
かなりの自信家であり、その自信はキラとしての使命感の源ともなった。だが、同時に己の策を信じて疑わないという自己過信へと繋がってしまい、加えてレイ・ペンバーの死に際には電車の中から顔を晒して「さよなら」と告げるなど、勝負においても相手に自分が勝者であることを見せつけておかないと気が済まないほど自己顕示欲も強い。それらは作品終盤におけるニアとの最終決戦で、敗北を決定的なものとした要因ともなった。
キラとしての不動の信念ゆえに、自身に好意を寄せる人間をも徹底的に利用し、決して情に流されることはなかった。家族に対しても、葛藤を見せつつ、理想の妨げとなった場合には平等に殺そうという覚悟も見せており、実際、妹の誘拐事件の際には殺害を視野に入れていた。
その精神力の強さは、原作でLに「神の域に達している」、特別編でリュークに「ノートを使うにふさわしい人間」と評されるほどである。情よりも信念を優先し、YB倉庫最終決戦で敗北し誰一人理解者がいなくなった状態でもそれは変わらなかった。
一方作品終盤では、想定外の敗北と松田からの被弾によって取り乱し恐ろしい形相でSPKと日本捜査本部のメンバーに罵詈雑言を浴びせる、さらに彼らの殺害を現場に不在の海砂や自分が殺害したはずの高田、SPKに捕らえられ身動きが取れない魅上、死神の掟上デスノートの持ち主に協力することはあり得ないリュークらに懇願する、己の死に際して涙を流し恐怖するなど、普段のスマートな振る舞いからは想像できないほどの見苦しさ・人間らしい弱さを見せた。
月自身はキラをプロファイリングした際に「まだどこか純粋さを持っている」としている。死神レムも月のことをミサと同じくらい純粋なのかもしれないと言っている。公式ガイドブックでは純粋さゆえの極端思考の持ち主としている。
月を演じた宮野真守は「夜神月は一見クールで寡黙ですが、実は面に出さない部分では感情の起伏の多い、アツいキャラクターだと思っています」とコメントしている。

### 対人関係
女性に対しては上辺では好意的に接しているものの、内心では一貫して冷淡であり、利用対象としか見なしていない。作中で弥海砂、高田を主に、ユリ、シホ、エミ、マユといった複数の女性と関係を持ち（作中で実際に行動を共にする描写があるのは登場順にユリ、海砂、高田の3人）、実写映画版では幼馴染である秋野詩織とも恋人関係にあった。第二部では、海砂と高田の自分を巡っての諍いを聞かされ、心中ではうんざりしていた。
ただし前述のように、記憶を無くしていた期間には海砂の月への恋愛感情を利用したLの作戦提案に対して「人の好意を踏みにじることは自分にはできない」と突っぱねるなど、ノートを手にする前の月は手にした後と比べれば女性への向き合い方が誠実であったことを示唆している。また母や妹は（というより家族は）キラとなってからも例外であり、妹の粧裕がマフィアに誘拐された際には彼女の殺害を踏みとどまり、救出に専念している。
常に行動を共にするリュークに対しては自分の本音を打ち明けられる数少ない相手だったこともあってかジョークやからかうような言葉を投げかけたり、共にテレビゲームに興じるなど多少は親近感を覚えていたような描写もあるが、南空ナオミの本名を聞き出せず焦っていた際に死神の目の取引を持ちかけられた時には「黙ってろ死神！」と心中で罵倒するなど、決して心を許しているわけではないことが窺えた。

### 能力
全国模試成績第1位、東応大学（作中において日本一の大学とされる）首席入学など卓越した頭脳を有する。高度な情報処理能力をもち合わせており、自宅のパソコンから警察のデータベースに何の痕跡も残さずクラッキングできる。敵を欺くトリックを考え出す発想力にも優れ、デスノートを拾う以前には総一郎への助言によって2件の難事件を解決へ導いていたり、ヨツバキラ編では株価の推移からヨツバとキラに関係性があることを見出したりと、Lに劣らない推理力を披露している。
優れた身体能力を有し、中学生時にテニスで全国大会制覇（1999年と2000年）を2度成し遂げる。
南空ナオミを巧みな話術で騙し、その異様な口の上手さからリュークに「キャッチセールスの世界でも神になれる」と評されるほど、コミュニケーション能力に優れる。他者へ自分に対する好意を抱かせたり、相手にデタラメを信じ込ませるための誘導などに長ける。
表向きは持ち前の冷静さで感情を出さず、正義感が強く心優しい青年（南空ナオミと対峙した時には明るい青年）を完璧に振る舞うなど演技力にも秀でており、Lに劣らない推理力と論理的な対応で捜査本部からも信頼を得ていた。当初は日本捜査本部のメンバー全員も本部長の息子というだけで全幅の信頼を置き、その過剰な信頼もLの危機を速める一因となった。
手先が器用であり、デスノートを隠し持つために学習机の引き出しの底や腕時計を改造するなど細かい作業を幾度も披露し、リュークにもたびたび評価されている。

### 欠点
計算外の事態や不測の事態に弱く、挑発に乗りやすいため感情的になって取り乱す一面もある。第一部では大学入学時にLが自ら接触し「私はLだ」と予想外の宣言をして自身を牽制したことに対して、帰宅後にリュークに「死神が人間を殺すのと、人間が人間を殺すのを一緒にするな」、「本当に不便だよ。デスノートは」と発言して逆ギレし、第二部ではメロとマフィアによる粧裕誘拐およびノート強奪事件において相手の思うがままに翻弄されノートを奪われてしまい、ニアから痛烈な批判を受けた。また、この一面は前述のYB倉庫最終決戦で敗北した際に致命的となり、自身の死を招いている。
また、あらゆる面でずば抜けた才能を持つがゆえにプライドが非常に高く、自分の計画が失敗したり、他者から低い評価を受けたりした場合も逆上する。つまり自分は優れていると自覚しているため、自分より格下の者に馬鹿にされるのが許せず、第二部は特に激しい二面性が見られた。

## 作中での活躍

### 第一部
元々、尊敬している父と同じ警察官僚を目指していたが、高校生のときに死神リュークが地上に落としたデスノートを拾ったことを契機に新世界の神になることを決意し、世界中の犯罪者たちを裁いていくことで、「犯罪者のいない理想の世界」すなわち「新世界」を創生しようとする。その後、次第に「犯罪者を粛清する存在」を必然的に知ることになった世間から「キラ」と呼ばれるようになる。やがて、キラを大量殺人犯として追う探偵Lと対峙し、熾烈な心理戦を繰り広げていく。

### 第二部
東応大学卒業後、警察庁入庁。情報通信局情報管理課に配属される。当時の年齢は23歳。警察によるキラ対策のため、公文書上の肩書は「東応大学大学院生」となっている。自身の策略で死に追いやったLの後継者としてキラ捜査を続け、捜査本部を撹乱し続けた。第一部から4年間の月日を経て一層傲慢になり、自分の思想は全人類に受け入れられるはずだという絶対的な確信の下に新世界の実現に邁進する。新世界実現のためには、自分の邪魔をする者のみならず、デスノートの存在を知る者や自分の協力者でさえ躊躇なく抹殺する冷酷無情な人間としての面も描かれている。

### 実写映画版
ノートを拾ったのは大学生のとき。法学部の学生であり、大学3年次にして司法試験に一発合格。いくつかの事件で総一郎の捜査の手助けをしたこともある。警視庁へのハッキングによって多くの犯罪者が不起訴処分となり、彼らが反省一つしていない現実を知り、犯罪を裁く法律に限界を感じてデスノートによる粛清に臨む。前編開始時点での一人称は「俺」だったが、彼がキラとして粛清を初めて以降は原作と同様「僕」を用いるようになる。理想以上に退屈しのぎや自己顕示欲など自身の欲求が主だった殺人動機の原作と比べると、キラ思想に対する歪んだ正義感の面がより強く表現されており、キラの裁き、悪を裁くことに対する執念は原作以上である。また、交際していた秋野詩織を捜査本部に入るために利用して殺害し、父親をも躊躇わず殺害しようとするなど、原作以上に冷徹な性格となっている。そういった様々な所業には、従順な海砂からも反感を買われたり、リュークやレムからも「悪魔」と評された。
スピンオフ作品の『L change the WorLd』では、ワタリの執務室のモニターに登場したのみで台詞はない。

### テレビドラマ版
原作の設定と異なり、杉並経済大学に通うごく普通の大学生で、人気アイドルグループ「イチゴBERRY」のファン。20歳。居酒屋でアルバイトをしている。幼少期には父・総一郎の警察官という職業に憧れを持っていたが、10年前に母が危篤状態となった際、総一郎が仕事を優先したために最期を家族全員で看取れなかったことに憤る。この一件から総一郎とは心理的にやや距離を置くようになり、警察官への憧れも消え安定志向の性格へと変化し、現在は地元の区役所職員を志望している。アルバイト先の居酒屋に現れた高校時代の同級生・佐古田との再会直後にノートを拾い、再び親友がいじめられることを恐れ衝動的にノートを使ってしまう。その後、父総一郎が立てこもり事件の人質となったことで、彼を救うために今度は人が死ぬと完全に確信を持ったうえでノートを使用。ノート使用に対し、当初は原作以上の罪悪感を抱き自殺を考えるが、リュークに「お前がこのノートを使わないのなら凶悪犯に渡すかもな」などと脅しをかけられたことで半ば自暴自棄になり、「犯罪者のいない平和な世界を創る」という歪んだ正義感のもと、原作同様の犯罪者粛清に動くようになる。「キラは学生」とLに特定されそうになって慌てて手を打つなど詰めの甘い面も目立つが、物語が進むにつれて原作同様の狡猾な一面が現れていく。一人称は「俺」を使用する。
親友の発言から昔から「やればできる」人物ではあったらしく、後にLからも「私が天才性を目覚めさせた」と評されている。Lから「こんな形でなく出会いたかった」などと明確に友と認識されており、ノートを持つ海砂や魅上とも従来の夜神月の「利用するだけ利用して不要なら切り捨てる」スタンスではなく「一緒に新世界を作る仲間」として行動しているなど、原作とは大きく人間性が異なるキャラクターである。
原作や映画版とは違いデスノートによる殺人を行い続けても正しいとは思い上がっていなかったが、父の死をきっかけに心を捨てることを決意し、原作同様に自身を正義と宣い増長するようになった。

## 結末

### 原作
YB倉庫最終決戦において魅上を用いて日本捜査本部とSPKのメンバー全員の殺害を図るが、魅上がメロに誘拐された高田を消すべく独断行動をとったことからデスノートの偽装トリックを看破される。これを逆手にとったニアの策を知らずに勝利宣言をしたことで「夜神月＝キラ」という事実を決定的なものとしてしまう。焦った月は魅上を「こんな奴は知らない」と切り捨てるも、もはや言い逃れのできない状況となったことからキラであることを自白する。その上で「今の世界ではキラが法であり、キラが秩序を守っている」「もはや自分は正義であり、自分こそが世界の人々の希望である」と自身の正義を訴える。しかし、その思想は誰からも理解されることはなく、ニアからは「あなたはただの人殺し」「私利私欲のためにノートを使い何人か殺してしまう人の方がまだまとも」「死神やノートの力に負けて神になろうと勘違いしてるクレイジーな大量殺人犯」と反論される。
窮地に陥った月はノートの切れ端を使ってニアを殺そうとするが、松田の銃撃に阻まれ失敗。血と泥にまみれ息も絶え絶えになりながら、切り捨てたはずの魅上に助けを求めるも、「あんたなんか神じゃない、クズだ」と吐き捨てられる。ノートの切れ端も相沢に回収され、全てを失った月は最後の手段としてリュークに全員の殺害を命じるものの、すでに敗北が決定的となったことから彼にも見限られ、ノートに名前を書かれてしまう。迫り来る死の恐怖から無様に命乞いをするが当然救いなどなく、「一度デスノートに名前を書かれた人間の死はどんなことをしても取り消せない。お前が一番よく知っているはずだ」と再度突き放され、「死にたくない」「逝きたくない」と泣き叫んだ末に心臓麻痺を起こし、地面に崩れ落ちて「ちくしょう...」と呻き死亡した。また、デスノートによって殺害された人物において、自分が名前を書かれたことを知って死亡した最初の人物である。

### アニメ版
松田に撃たれてニアの殺害に失敗するまでは原作と同じだが、神と崇めた月の無様な姿に絶望した魅上がペンで心臓を突き刺し自殺。周囲がそれに気を取られている隙をついてYB倉庫から逃走。夕陽の道を逃げ惑う中、デスノートを拾う前の自分の幻とすれ違う。その後、塔の上から眺めていたリュークによって名前を書かれ、徘徊の末にたどり着いた倉庫の階段で、Lの幻を見ながら安らかに息を引き取った。
原作と違いリュークには助けを求めなかったため、「ノートを使った人間が死んだ時、元の持ち主の死神は自分のノートにその人物の名前を書く」という死神界の掟を踏まえた上で、「月の破滅はもはや決定的であり、ここで死ぬべき」としたリュークの独断が名前を書かれた理由の主となっている。
脚本を担当した井上敏樹によれば、当初は原作通りの最期だったが、監督の荒木哲郎の意向でこのようになったという。

### 実写映画版
Lの「自分でノートに『心不全で23日後に安らかな眠りの中で死亡』と書く」という作戦に嵌まり、Lが死神レムによって殺されたと思い込んだためにその場で自分がキラであることを暴露する。さらに、事前に本物とすり替えられていた偽物のノートで、父・総一郎らをはじめとする捜査本部のメンバー全員の名前を書いているところを監視カメラで目撃される。自分の正義を訴えてキラの思想に対する理解を求めてるが、総一郎からは「法律は完全じゃないが、正しくあろうとした人々の努力の積み重ねが法律だ」「お前は独りよがりだ。独りよがりで人の命を奪う事は絶対に許される行為じゃない」と拒絶され、理解してもらえなかった。
その後、原作と同様に事前に腕時計に仕込んだノートの切れ端を使おうとするが松田に撃たれ、阻止される。万策尽きてリュークに助けを求めるが、「俺に頼るようじゃ終わりだ」と切り捨てられ自身の名前を書かれる。慌てて「もっと面白いものを見せてやる」と命乞いするがリュークから「もう十分楽しんだ」と拒否されて、そのまま心臓麻痺を起こす。最期は苦しみつつも、駆け寄ってきた総一郎の腕の中で「キラは正義なんだ」「分かってくれよ…」と嘆きながら眠るように息を引き取る。アニメ版やテレビドラマ版に比べて原作に近い最期であるが、最期の場面では「これからじゃないか」「まだ死ぬわけには行かないんだ」などと、生への執着よりもキラとしての役割を全うできないことを悔やんでいるかのような発言が多い。
『Light up the NEW world』ではキラウイルスの中で登場。自分の身にもしものことがあった時のために、捜査機関には絶対に見つからない方法で密かに自分の子供を残していたが、デスノートの重圧に耐えきれず、後見人であった魅上と共に狂ってしまったとリュークの口から語られている。最終的に子供は魅上によって殺害され、魅上もまた、その現場を目撃した三島をノートで殺そうとしたが殺害された。子供の名前は明かされていないが、ノートには「夜神 光」と書かれていた。

### ミュージカル版
死神レムに指示してノートにLの名前を書き操って、LにYB倉庫に呼び出させる。そこでLにノートを触らせて、リュークの姿をLに見せる。その後、自らの勝ちを宣言し、Lはノートに書かれた通り銃口を自身に向けて引き金を引き自殺する形で死亡する。邪魔になる者がいなくなり「これで僕とリューク、二人だけだ」と喜ぶが、リュークに「もう飽きたんだ。毎日同じことの繰り返しで退屈だよ。だから死神界から逃げてきたのに」と告げられてノートに名前を書かれる。想定外のリュークの裏切りに激しく動揺、キラであること、新世界の神になることに最期まで執着し、Lの銃を拾ってリュークに向けて発砲するなど足掻きながら心臓麻痺で死亡する。敵対勢力との戦いには勝利していながらリュークの独断で死亡する唯一のエンディングである。

### テレビドラマ版
YB倉庫に潜伏するメロを始末するために警官隊・魅上とともに突入を図り、そこでメロに体を乗っ取られたフリをしていたニアと対峙して魅上に名前を書かせる。しかし、事前に二重にノートがすり替えられていたために失敗した上、総一郎との生前の約束で裏でニアと手を組んでいた捜査本部や警官隊に包囲される。原作同様自らの信念を語るも自身の正義が認められないと悟ると暴れ、奪い取ったノートで一同を殺そうとしたために捜査本部の面々から銃撃を浴びる。満身創痍ながらも自分の正義を訴えるが、魅上が追い詰められた月を助けるべく「神の邪魔をするな」と叫びライターの火で倉庫の燃料に点火したため火災が発生し、現場にいた警察やニアは火に阻まれて月の救出・確保を断念し、魅上を伴い脱出。結果として月自身は満身創痍で炎上する倉庫に取り残されてしまう。
息も絶え絶えになりながらとノートに執着して捜査本部全員の名前を書こうとするがノートに引火してしまい、最後は燃え盛るノートを手にし、自身も炎に包まれながらもリュークと死神の目の取引をしようとしたが、寿命が尽きると悟っていた彼に「遅えよ」と取引を拒否されてしまい、そのまま焼死する。
キラとなるきっかけの大部分が「仕方なく」であったためか、「（正義は必ず勝つ）そうなっていないからキラが生まれたんだよ！」「（平和な世界を作りたいという）思いは（総一郎らと）同じなんだよ」「ここで死んだら何のために…」など、殺人の行動理念は最後までどこか自発的な物ではなく、他のメディアとは印象の異なる最期である。

## 主な被害者
- 本名（ノートに書かれた名前）が作中で確認された者のみ（名前が公開されていない人間も入れると、夜神月は600人以上を殺したことになる）

### 原作本編
| 本名                                    | 職業・肩書           | 死因           | 殺害巻 | 備考                                                                                           |
| --------------------------------------- | -------------------- | -------------- | ------ | ---------------------------------------------------------------------------------------------- |
| 音原田九郎                              | 通り魔               | 心臓麻痺       | 1巻    | 繁華街で、六人を殺傷した通り魔。保育園に立てこもっていた。                                     |
| 渋井丸拓男                              | チンピラ             | 事故死         | 1巻    | コンビニ前で、女性をナンパしていたところで月に殺される。                                       |
| リンド・L・テイラー （LIND・L・TAILOR） | 死刑囚               | 心臓麻痺       | 1巻    | Lの身代わりにテレビ出演した。ネットなどでは情報が公開されていなかった死刑囚                    |
| 南原海軽十                              | 誘拐殺人犯           | 心臓麻痺       | 1巻    |                                                                                                |
| 似志田九                                | 保険金殺人犯         | 心臓麻痺       | 1巻    |                                                                                                |
| 晶仲富鉄                                | 強盗殺人犯           | 心臓麻痺       | 1巻    |                                                                                                |
| 白身正亜希                              | 連続放火魔           | 心臓麻痺       | 1巻    |                                                                                                |
| 矢田中剣                                | 囚人                 | 心臓麻痺       | 1巻    |                                                                                                |
| 世田多三吉                              | 囚人                 | 心臓麻痺       | 1巻    |                                                                                                |
| 仏良友臓                                | 囚人                 | 心臓麻痺       | 1巻    |                                                                                                |
| 壁岡仁                                  | 囚人                 | 心臓麻痺       | 1巻    |                                                                                                |
| 山前芯市部                              | 囚人                 | 心臓麻痺       | 1巻    |                                                                                                |
| 中岡字松四郎                            | 指名手配犯           | 出血多量死     | 1巻    |                                                                                                |
| 恐田奇一郎                              | 指名手配犯           | 事故死         | 1巻    | 麻薬中毒者。                                                                                   |
| 盗見米吾郎                              | 喫茶店店員           | 心臓麻痺       | 2巻    | 婦女暴行容疑があった。                                                                         |
| レイ・ペンバー （Raye=Penber）          | FBI                  | 心臓麻痺       | 2巻    | 悪事を働いていない人物として、初めての犠牲者。                                                 |
| Freddi Guntair                          | FBI                  | 心臓麻痺       | 2巻    |                                                                                                |
| Arire Weekwood                          | FBI                  | 心臓麻痺       | 2巻    |                                                                                                |
| Lian Zapack                             | FBI                  | 心臓麻痺       | 2巻    |                                                                                                |
| Toors Denote                            | FBI                  | 心臓麻痺       | 2巻    |                                                                                                |
| Ale Funderrem                           | FBI                  | 心臓麻痺       | 2巻    |                                                                                                |
| Bess Sekllet                            | FBI                  | 心臓麻痺       | 2巻    |                                                                                                |
| Haley=Belle                             | FBI                  | 心臓麻痺       | 2巻    |                                                                                                |
| Knick Steak                             | FBI                  | 心臓麻痺       | 2巻    |                                                                                                |
| Frigde Copen                            | FBI                  | 心臓麻痺       | 2巻    |                                                                                                |
| Grirela Sevenster                       | FBI                  | 心臓麻痺       | 2巻    |                                                                                                |
| Nikola Nesberg                          | FBI                  | 心臓麻痺       | 2巻    |                                                                                                |
| 南空ナオミ                              | [ 注 13 ]            | 自殺           | 2巻    | レイ・ぺンバーの婚約者                                                                         |
| 村夫田吉                                | [ 注 14 ]            | 心臓麻痺       | 3巻    |                                                                                                |
| 真字目猛                                |                      | 心臓麻痺       | 3巻    |                                                                                                |
| 毎日朝次                                |                      | 心臓麻痺       | 3巻    |                                                                                                |
| 火口卿介                                | ヨツバ社員           | 心臓麻痺       | 7巻    | 証拠隠滅のため、記憶を取り戻した月が腕時計の中に仕込んでいたデスノートの切れ端を使い殺害した。 |
| 尾々井剛                                | ヨツバ社員           | 心臓麻痺       | 7巻    |                                                                                                |
| 樹多正彦                                | ヨツバ社員           | 心臓麻痺       | 7巻    |                                                                                                |
| 紙村英                                  | ヨツバ社員           | 心臓麻痺       | 7巻    |                                                                                                |
| 鷹橋鋭一                                | ヨツバ社員           | 心臓麻痺       | 7巻    |                                                                                                |
| 奈南川零司                              | ヨツバ社員           | 心臓麻痺       | 7巻    |                                                                                                |
| 三堂芯吾                                | ヨツバ社員           | 心臓麻痺       | 7巻    |                                                                                                |
| アイバー                                | 詐欺師               | 病死（肝臓癌） | 7巻    |                                                                                                |
| ウエディ                                | 泥棒                 | 事故死         | 7巻    |                                                                                                |
| カル＝スナイダー (Kal Snydar)           | マフィア             | 心臓麻痺       | 8巻    |                                                                                                |
| デイビッド＝ホープ                      | アメリカ合衆国大統領 | 自殺           | 8巻    |                                                                                                |
| ドワイト＝ゴードン（Dwhite Godon）      | マフィアボス         | 心臓麻痺       | 9巻    |                                                                                                |
| Pedoro Kollet                           | マフィア             | 心臓麻痺       | 9巻    |                                                                                                |
| 高田清美                                | アナウンサー         | 焼身自殺       | 12巻   |                                                                                                |

- レイ・ペンバー以外のFBI捜査官の名前を実際に書いたのはレイ・ペンバー

## その他
- 『ボボボーボ・ボーボボ』との合作では、首領パッチが月を演じた（なお、月とLの配役は、大場つぐみの指名）。首領パッチはゲーム版ではLと同じ山口勝平が演じていた。
- 「月」と書いて「ライト」と読む名前は、大量殺人犯の名前なので現実の人間と絶対に被らないような名前を前提とし[17]、作者の大場つぐみが命名辞典で見つけた「星」と書いて「ライト」と読む名前を応用したものである[18]。
- 小畑健は、自身のお気に入りのキャラの一人として月を挙げており、その理由を「少年誌でこんなに悪い奴をぬけぬけと描けたことが嬉しかった」と発言している[18]。